# Rio Menùo
Le rio Menùo (ou Rio de la Verona) est un canal de Venise dans le sestiere de San Marco.

## Toponymie
- Dans des documents du XIIe siècle, il s'appelle Rivus de Minutolo, ce qui pourrait faire supposer que Minutolo soit un nom de famille. Menuo en vernaculaire signifie petit, ainsi le proverbe va per rio menuo signifie qui fait des petites dépenses et cherche toute économie.
- Il exista ici vers 1740 la casa locante alla Verona, tenue par un Pellegrino Mandelli. Le ponte de la Verona fut anciennement dénommé del Tintor, tandis que la calle de la Verona s'appelait Calle della Scoletta, vu l'école proche de Santa Maria della Giustizia (maintenant Veneto Ateneo).

## Description
Le petit rio Menùo s'étire vers l'est; ensuite au ponte S.Cristoforo, le rio della Verona prolonge vers le nord le rio de la Fenice, puis dévie vers le nord-est avant d'aboutir.

## Situation
Ce rio longe le palais Moro Marcello au coin du rio de San Luca.

## Ponts
Il est traversé (d'ouest en est) par :

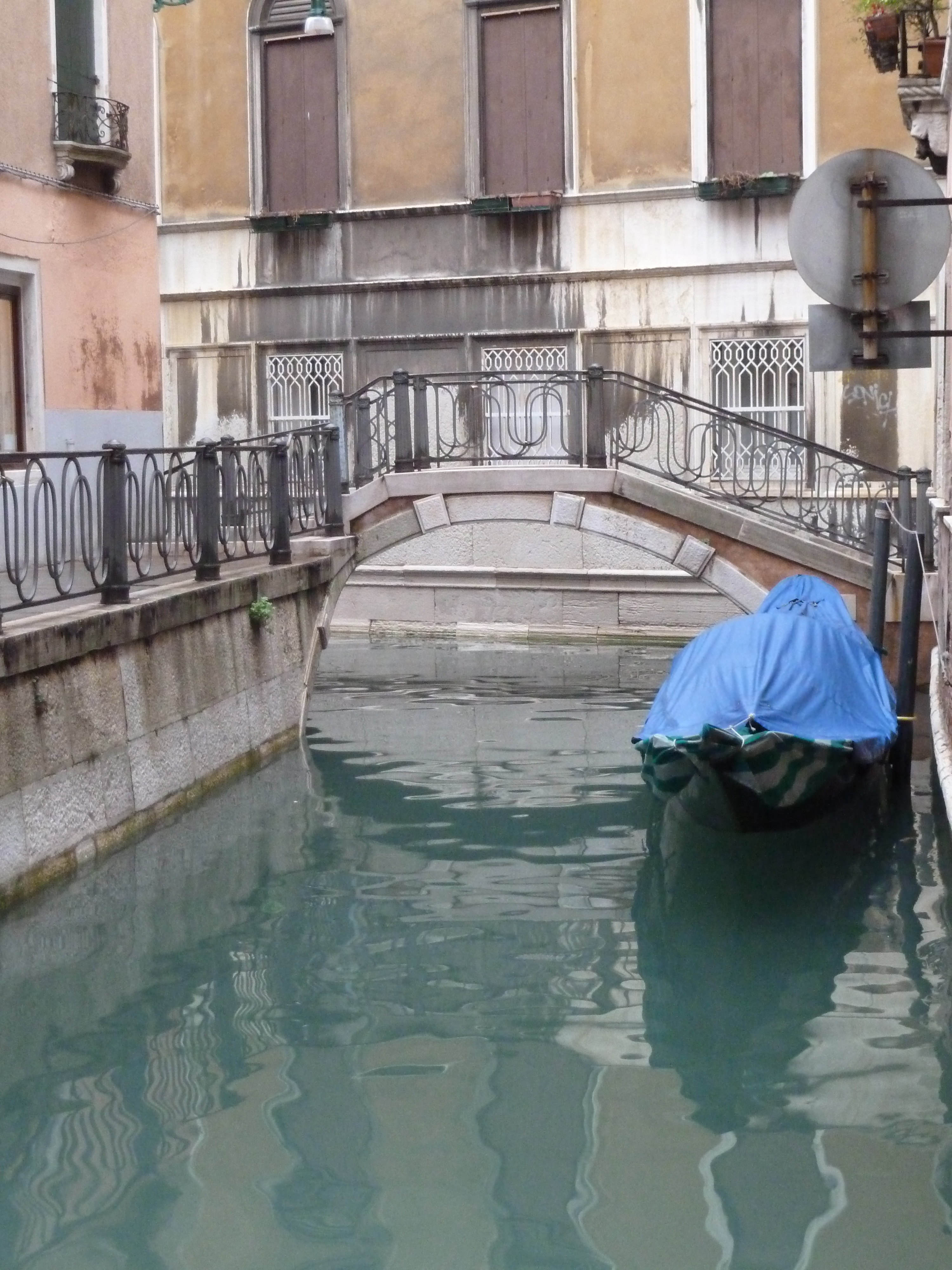
Ponte dei Callegheri ou Caotorta reliant la Calle Caotorta au Ramo dei Callegheri
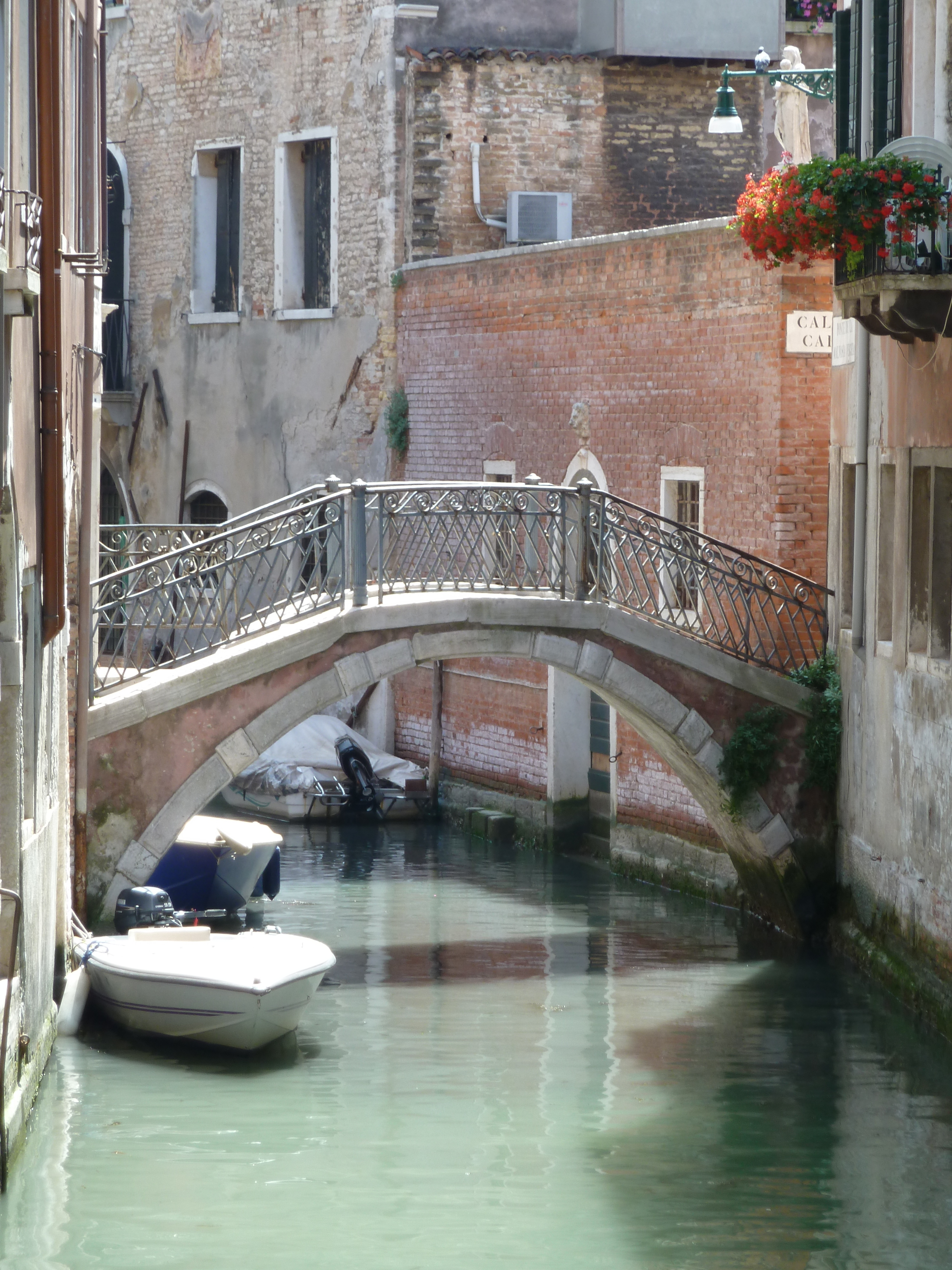
Ponte de la Malvasia Vecchia sul rio Menuo reliant le sotoportego éponyme à la Calle del Cafetier
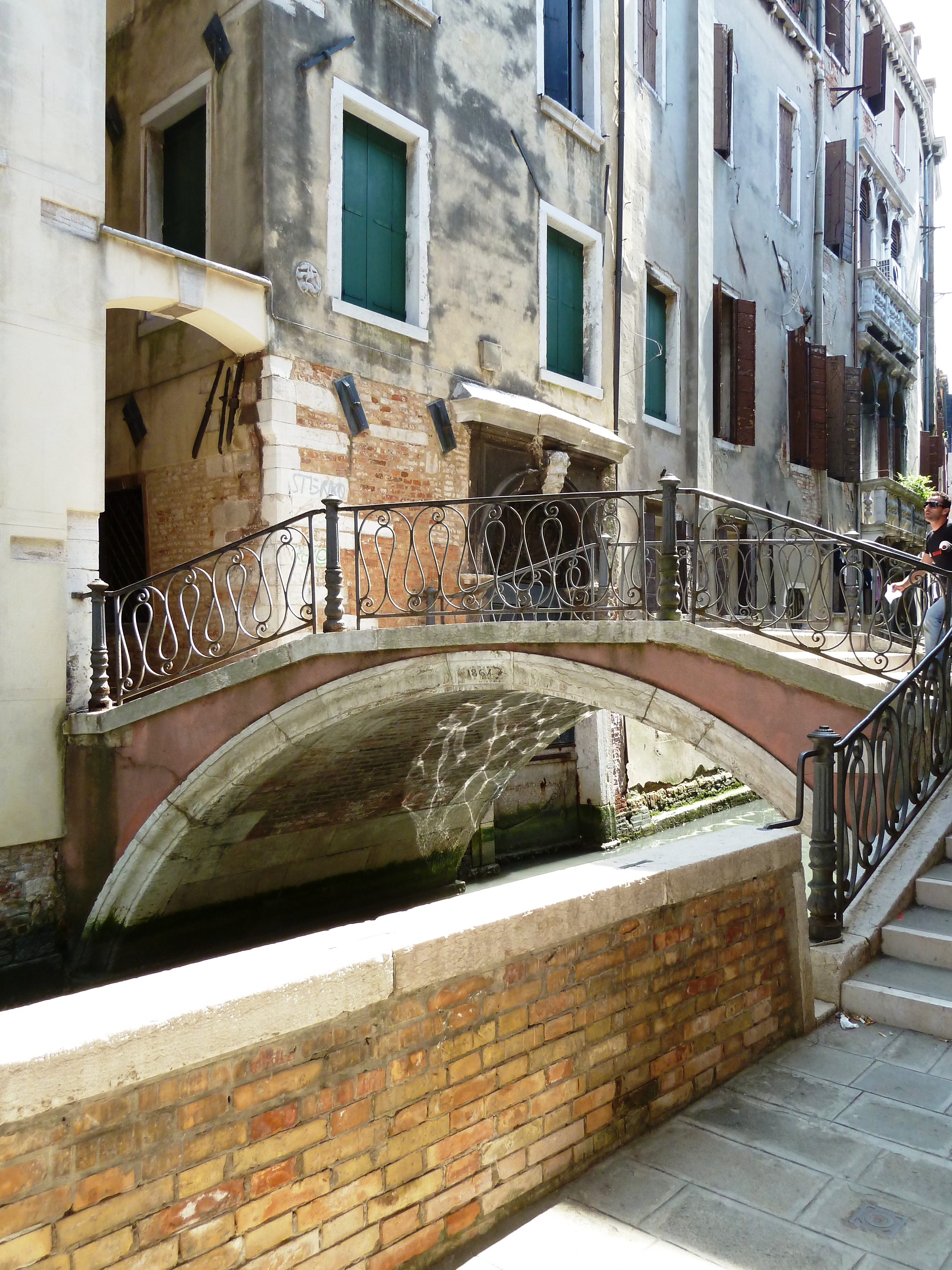
Ponte de la Verona reliant campo San Fantin et calle della Mandola